# Спокуса святого Антонія (Босх)
«Спокуса святого Антонія» — триптих Ієроніма Босха, один з найважливіших його творів, повний злих глузувань над безтурботними ошуканими грішниками роду людського. В 1523 р. триптих придбав португальський гуманіст Дам'яо де Гоіш.
Лісабонський триптих підсумовує основні мотиви творчості Босха. До зображення роду людського, загрузлого в гріхах і дурості, і нескінченного розмаїття пекельних мук, які чекають його, приєднуються тут Страсті Христові і сцени спокуси святого Антонія Великого, якому твердість віри дозволяє протистояти натиску ворогів — Світу, Плоті, Дияволу. У ту епоху, коли існування Пекла і Сатани все ще сприймалося за непорушну реальність[джерело?], коли пришестя Антихриста очікувалося з незмінною релігійною напругою, безстрашна стійкість святого, що дивиться на нас зі своєї молитовні, заповненої силами зла, повинна застерігати та підбадьорювати людей, вселяти в них надію.
| The left panel: The Flight and Failure of St Anthony | The center panel: The Temptation of St. Anthony | The right panel: St. Anthony in Meditation |

## Центральна частина («Спокуса святого Антонія»)
Простір картини буквально кишить фантастичними неправдоподібними персонажами. Білий птах перетворений на справжній крилатий корабель. Фантазія Босха живилися, мабуть, зображеннями на гемах і монетах епохи Олександра Великого.
Центральна сцена — відправа чорної меси — одне з найпромовистіших свідчень суперечливого бентежного духу майстра. Тут вишукано одягнені священики-жінки справляють блюзнірську службу, їх оточує різношерсний натовп: слідом за калікою безбожного причастя поспішає гравець на мандоліні у чорному плащі з кабанячим рилом і совою на голові (сова тут — символ єресі) (За іншими відомості сова — представник світлих сил, що виконує функцію Божого ока, щоб на страшному суді свідчити проти алхіміків).
З величезного червоного плода (вказівка на фазу алхімічного процесу) з'являється група чудовиськ на чолі з бісом, що грає на арфі — явна пародія на ангельський концерт. Бородатий чоловік у циліндрі, зображений на задньому плані, вважається чорнокнижником, який очолює натовп бісів і керує їх діями. А біс-музикант осідлав дивну підозрілу істоту, що нагадує величезну обскубану птицю, взуту в дерев'яні черевики.
Нижня частина композиції зайнята дивними суднами. Під звуки співу біса пливе безголова качка, другий біс виглядає з віконечка на місці шиї качки.

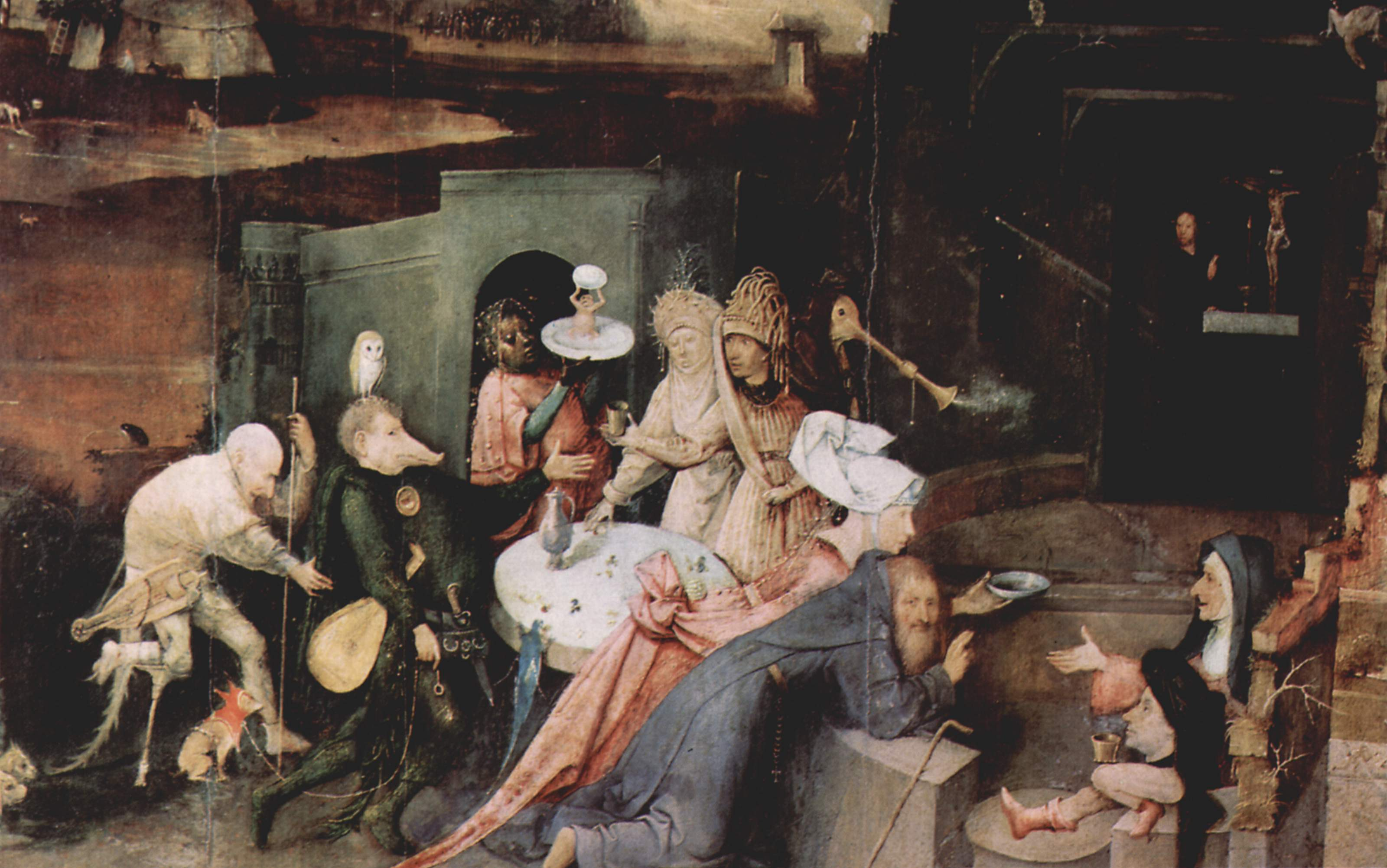
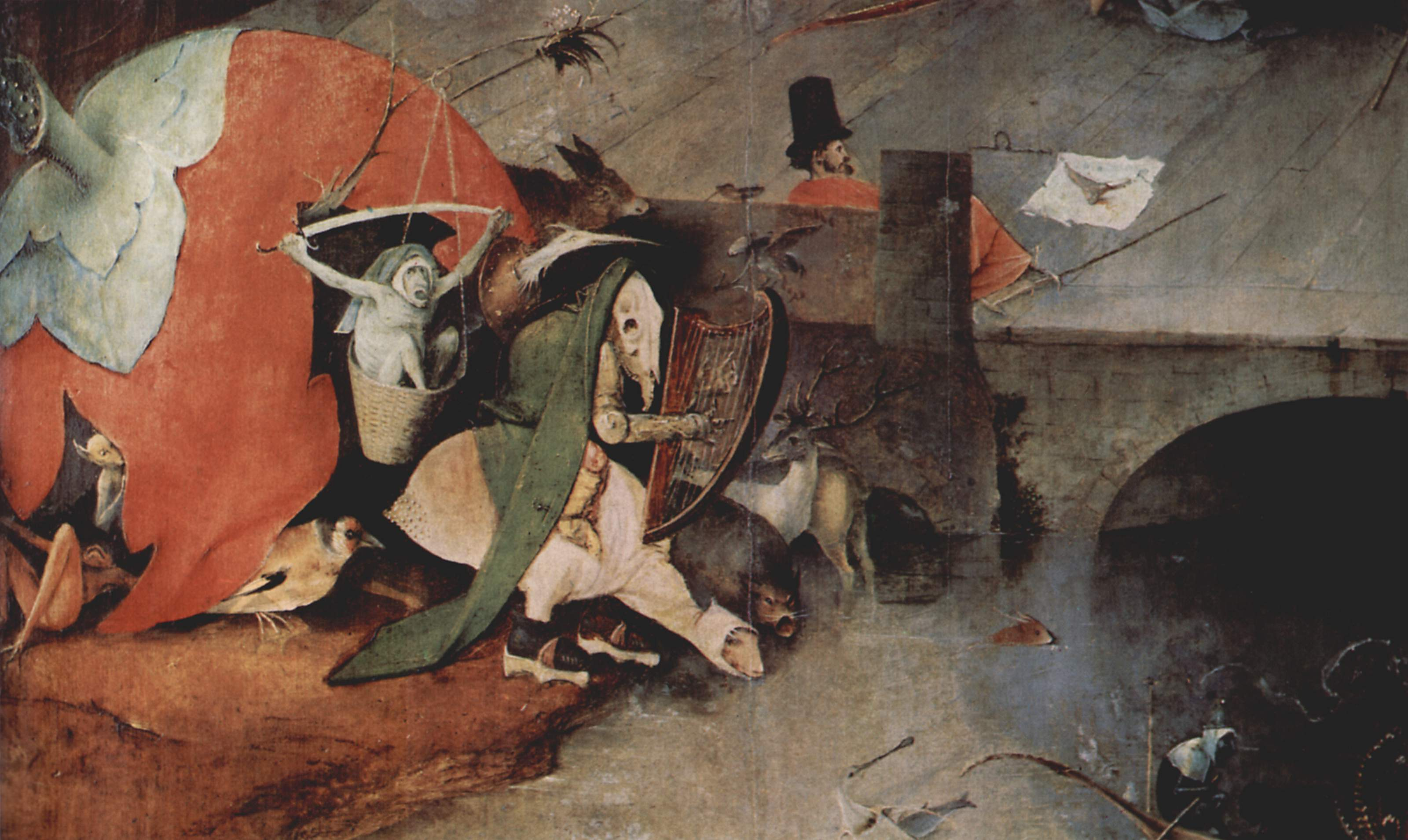
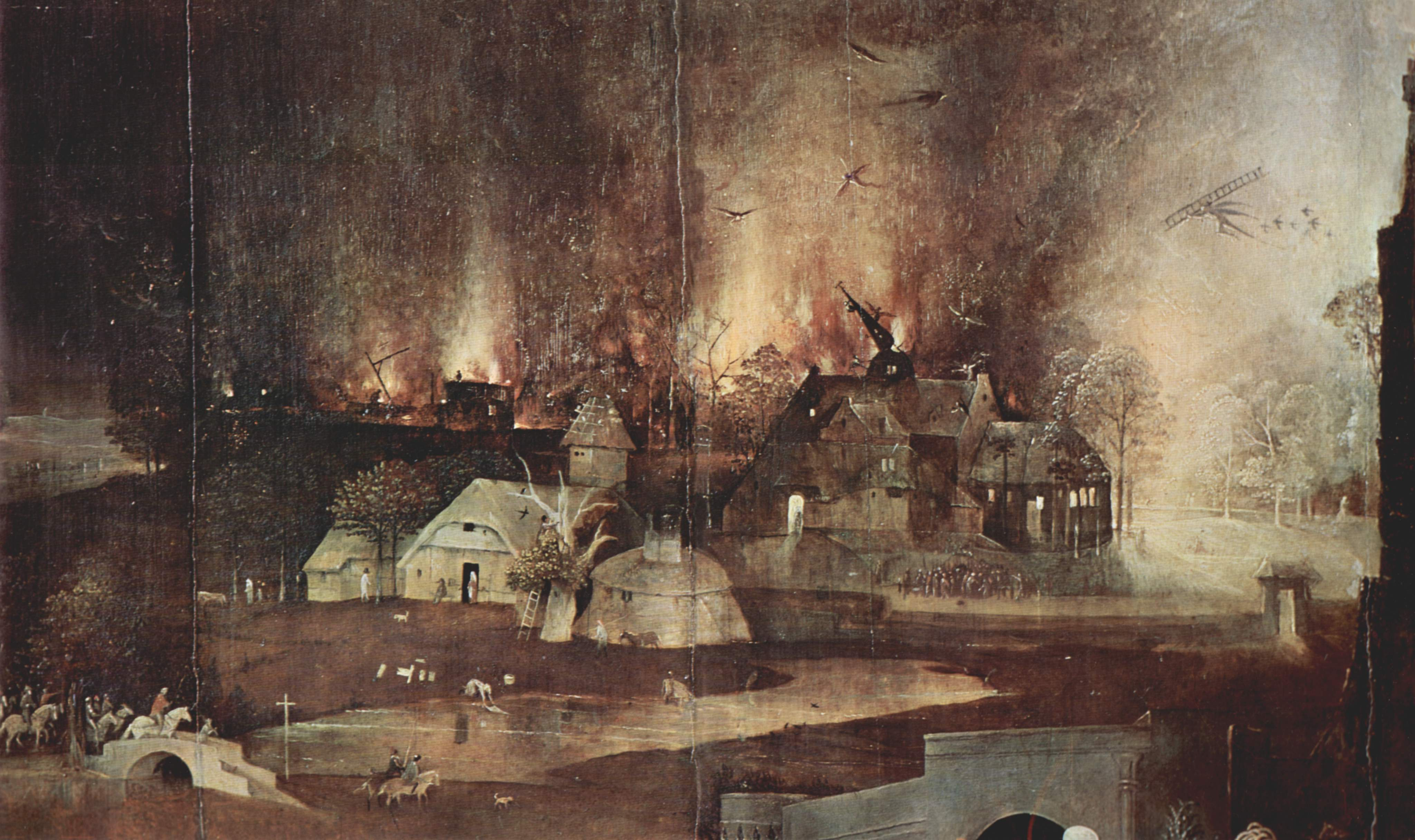

## Ліва стулка («Політ і падіння святого Антонія»)

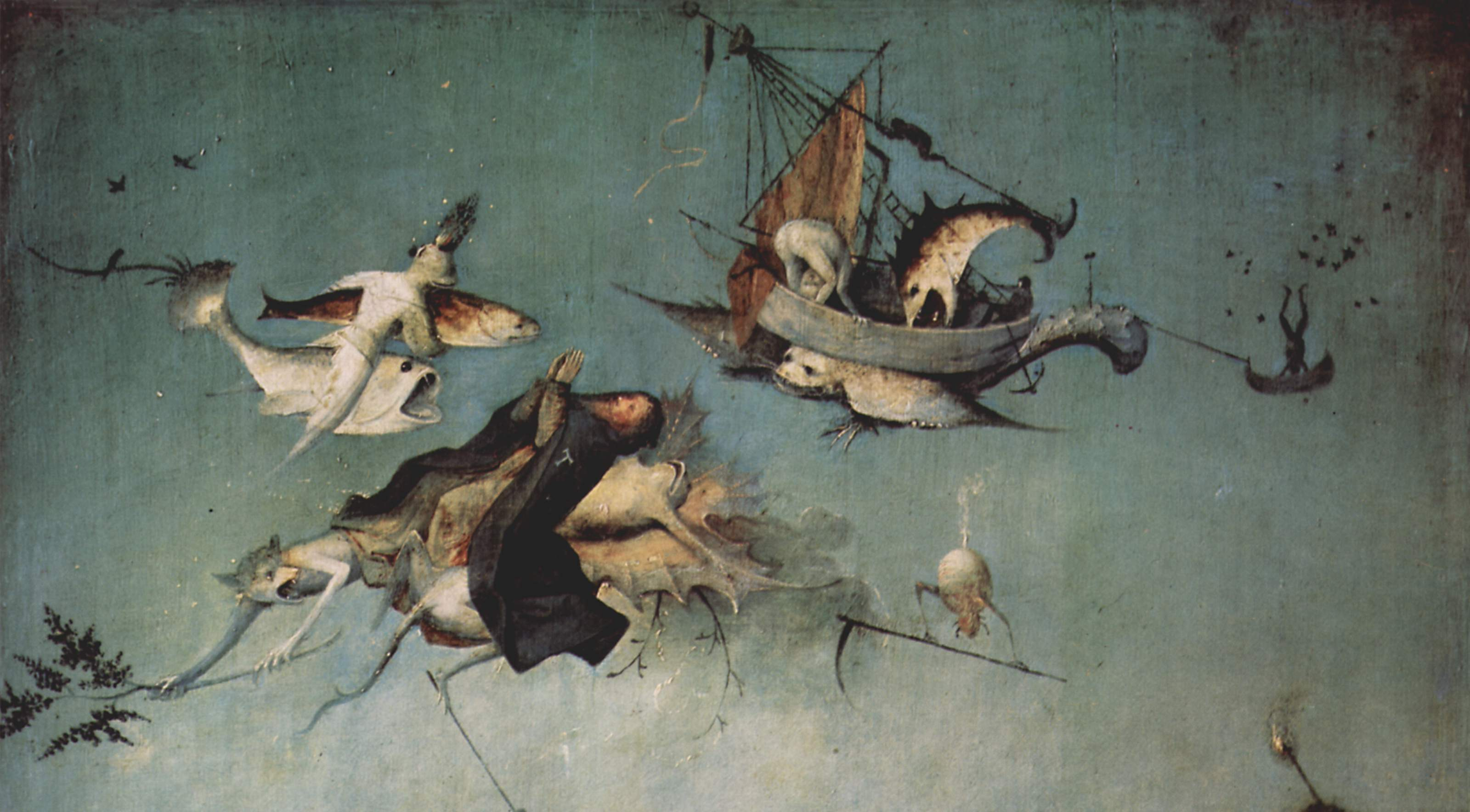
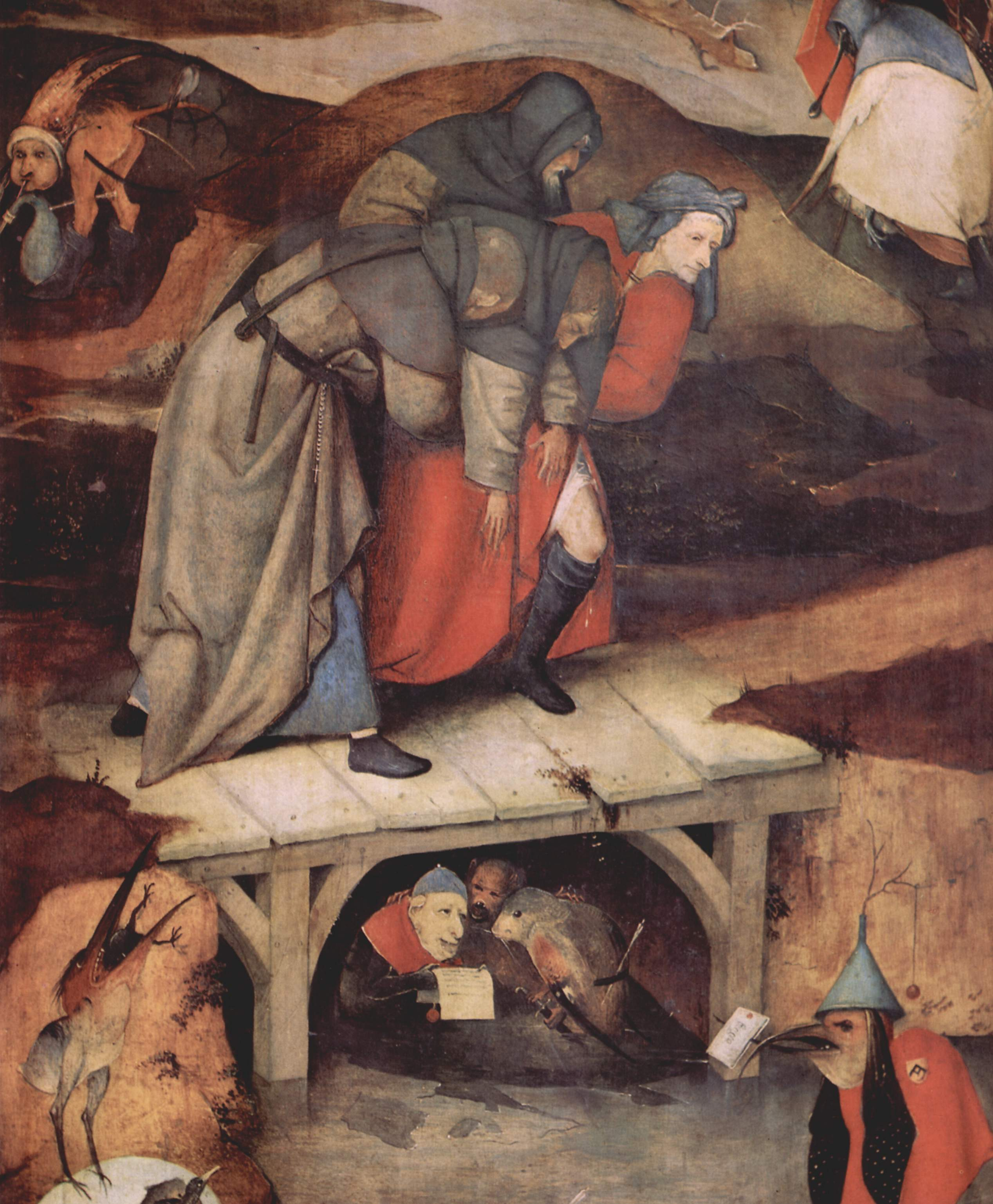

До цієї теми художник не раз повертався у своїй творчості. Святий Антоній — повчальний приклад того, як потрібно опиратися спокусам земним, бути весь час насторожі, не приймати за істину все, що здається, і знати, що омана може привести до Божого прокляття. Коли Антоній творить молитву, на нього нападають демони, б'ють його, піднімають високо в повітря і кидають на землю.
Головна дійова особа в лівій стулці триптиха — сам святий, якого брати-ченці Антоніанці (Antonins) піднімають після падіння з неба. Як четверту людину в цій групі Босх за деякими припущеннями зобразив самого себе. Сюжет трактував згідно з текстом «Житія святого Антонія» Афанасія Олександрійського та із «Золотою легендою».
У верхній частині стулки Святий Антоній зображений з молитовно складеними руками, знаком непохитної його віри. Його захоплюють на небо хмари крилатих бісів, серед яких — летюча жаба, лисиця з батогом. Святий не звертає уваги на своїх мучителів і не бачить, що йому загрожує також водяний, озброєний рибою — символом гріха.
У пейзажі середньої частині стулки фантастичне сполучене з реальним — схил пагорба виявляється спиною персонажа, що стоїть рачки, а трава — його плащем. Його зад височіє над входом до печери, яку одні дослідники вважають притулком святого, а інші — публічним будинком.
До двозначної печері прямує група бісів, це явно є пародією на релігійний хід. На чолі її біс у митрі та мантії священика, поруч з ним — олень в червоному плащі. Традиційно олень в християнстві є символом вірності душі, тут же його зображення — навмисне блюзнірство.
У нижній частині під мостом, через покритий льодом струмок демонська зграя слухає ченця, який читає нерозбірливий лист. До цієї групи наближається птах на ковзанах, що несе в дзьобі послання з написом «жирно» — насмішка над священиками, які наживаються на торгівлі індульгенціями.

## Права стулка («Видіння святого Антонія»)

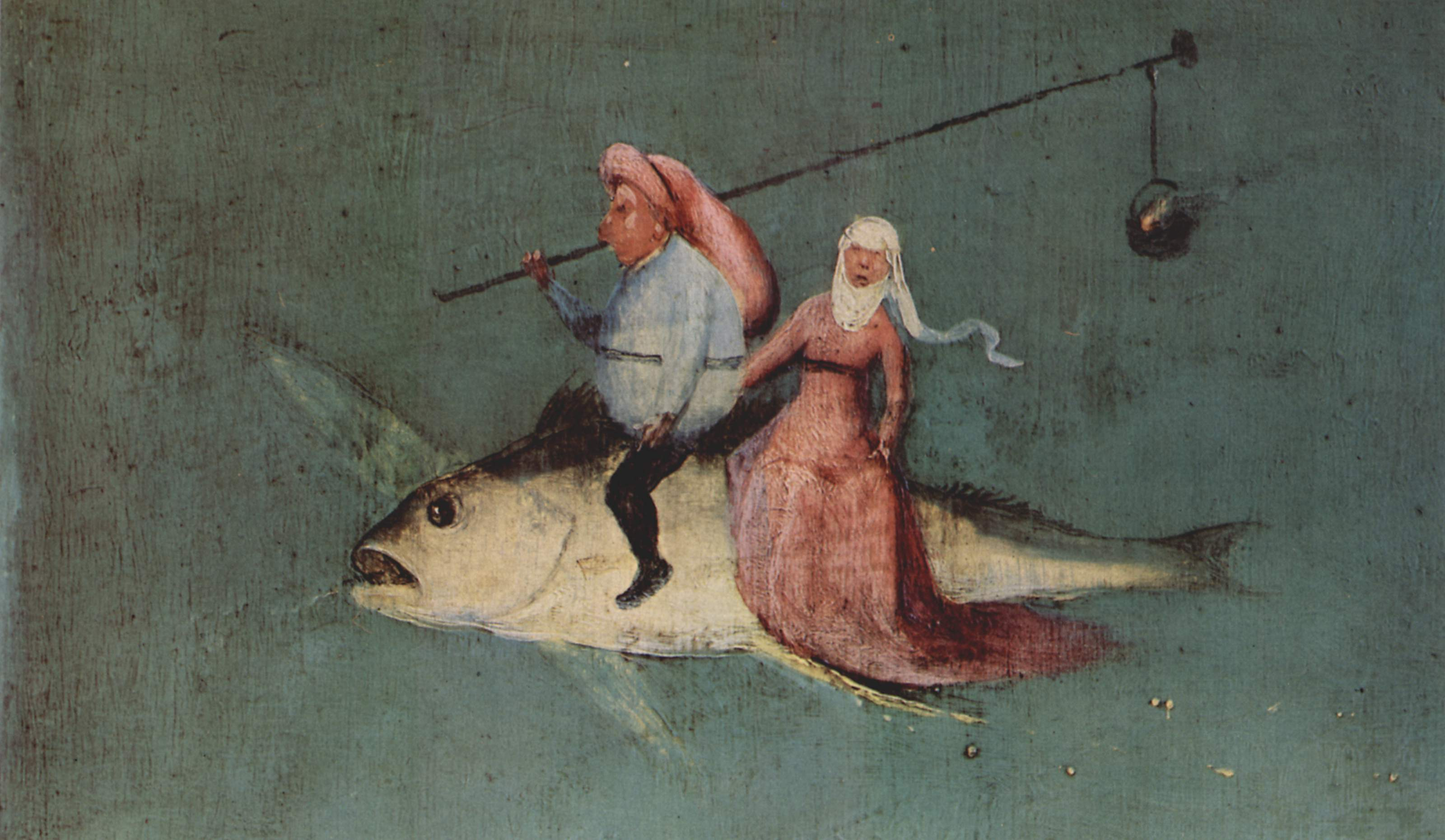
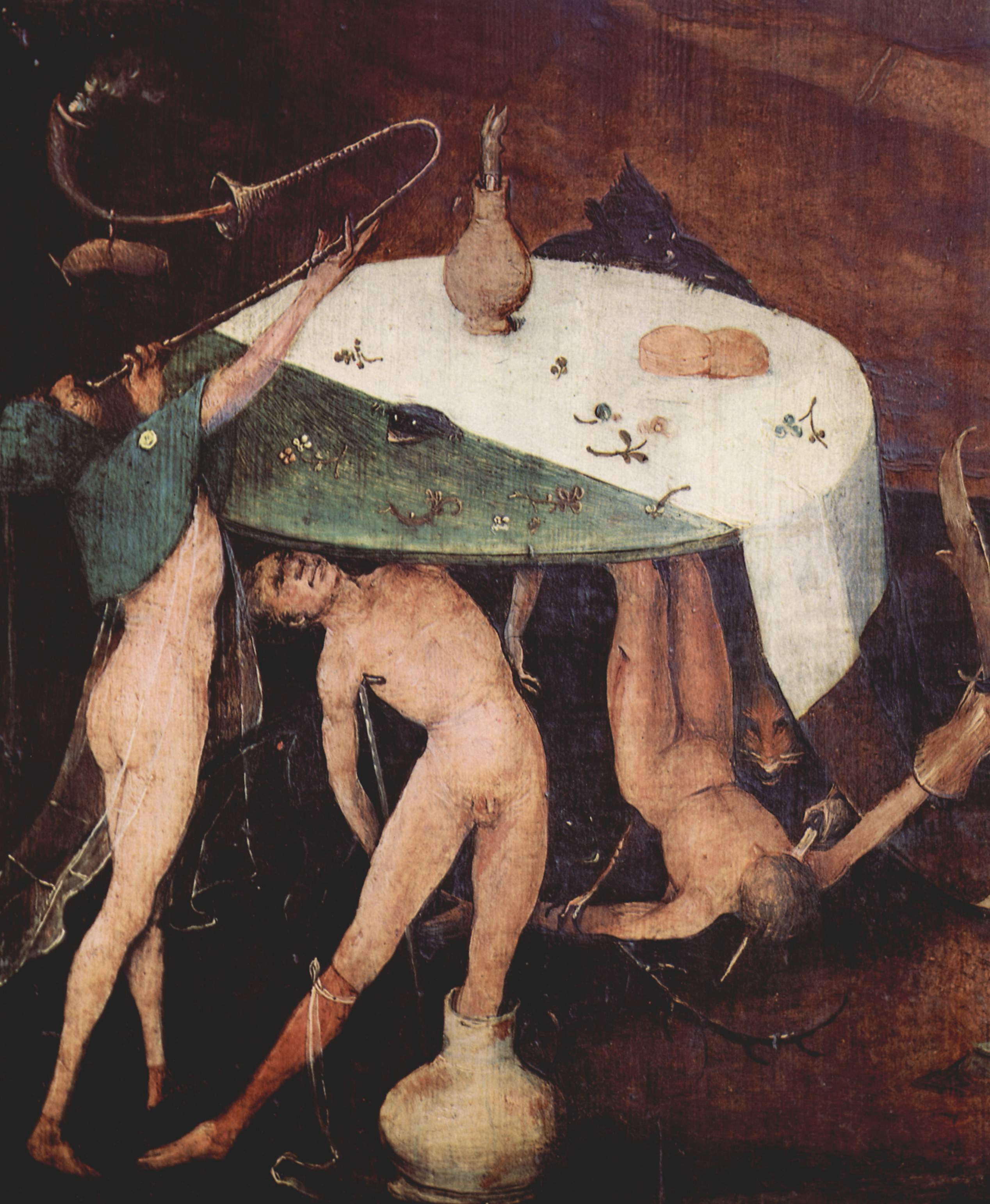

Коли Св. Антоній жив відлюдником у пустелі, його переслідувала найбільш зваблива з усіх спокусниць. В Едемському саду гріхопадіння людини почалося з Єви і з усвідомлення сексуальної привабливості, коли Адам і Єва дізналися, що вони голі. Дияволиця являється святому голою, сором'язливо прикриваючи долонею лобок. Байдужий до спокусливих видінь Антоній зображений тут лицарем віри, що отримав перемогу над силами зла. Ця перемога — головна тема правої стулки лісабонського триптиха. Антоній відводить погляд, але в поле його зору потрапляють бенкетуючі біси, які жестами підкликають відлюдника. На задньому плані дивне місто дияволиці готове запросити святого, варто йому тільки повернутися в той бік. В рові дракон б'ється з людиною, з круглої вежі вивергається полум'я! Місто — приховане пекло, звідки з'явилася дияволиця. Голландський млин, вносить в картину дисонанс, вказує на оманливі можливості земного і рядового і нагадує про ерготизм — отруєння ріжків, що викликається гнилим зерном: цю хворобу помилково називали Антонієвим вогнем.
Чимало тут і відсилань до чорної магії — серед спокус святого, зображених в центральній частині триптиха, присутні і чорна меса, і шабаш, на який, мабуть, поспішають дві фігури, які летять на рибі. Вважається, що диявол допомагає чаклунам летіти до місця демонів збіговиська.
Оголена жінка, яка з-за завіси, яку відсмикує жаба, згідно з «Житіями отців», виявляється бісом, прийнявши вигляд цариці. Сухе дерево, за яким вона стоїть — алхімічна символіка, в достатку присутня в кожній сцені триптиха.
Серед жахливих видінь — старий-гном в червоній відлозі, прикривав все тіло, крім очей і гачкуватого носа. Він іде в дитячих ходунках, на голові у нього прикріплена вертушка. Ходунки і вертушка — вказівка на людську невинність, що зберігається не тільки в дитинстві, але й протягом усього життя.
Накритий стіл, який підтримують оголені біси, — зображення останньої спокуси святого — гріху зажерливості. Хліб і глечик на столі є також блюзнірською вказівкою на євхаристійні символи (при цьому з горла глечика стирчить свиняча нога).

## Зовнішні стулки
|  |  |

Зовнішні стулки триптиха виконані в техніці гризайлі. На них зображені сцени Страстей Христових. Поки Юда квапливо покидає Гетсиманський сад з 30 срібняками, храмова варта і слуги первосвященика накидаються на Ісуса так само люто, як демони — на лівій стулці триптиха.
Праворуч зображений Ісус, що впав під вагою хреста і зупинив процесію на Голгофу; Вероніка Єрусалимська біжить до Спасителя, щоб витерти піт з його обличчя. Катів це зволікання приводить у ледве стриману лють, інші люди ж дивляться на те, що відбувається швидше з цікавістю дозвільних роззяв, ніж з співчуттям. Трохи нижче розбійники сповідаються монахам у сутанах з відлогами, причому Босх майстерно передає відштовхуючий вигляд цих кліриків.

## Дивись також
Антоній Великий

Муки (спокуси) св. Антонія, ~1487–88, вірогідно одна з перших робіт Мікеланджело Буанаротті,

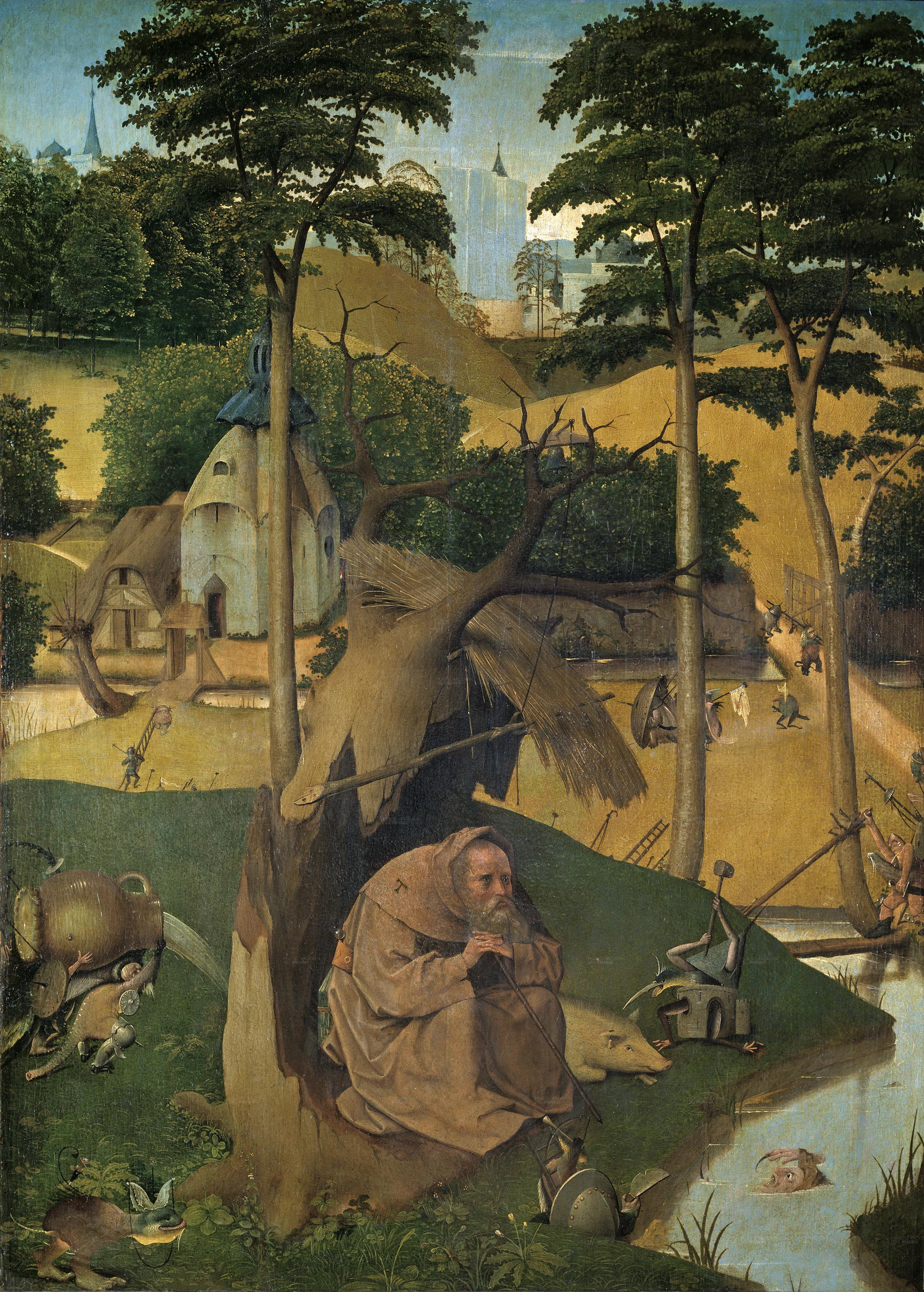
Спокуса св. Антонія. 1510. Прадо. Мадрид

Муки (спокуси) св. Антонія (Мікеланджело)